# KAvZ

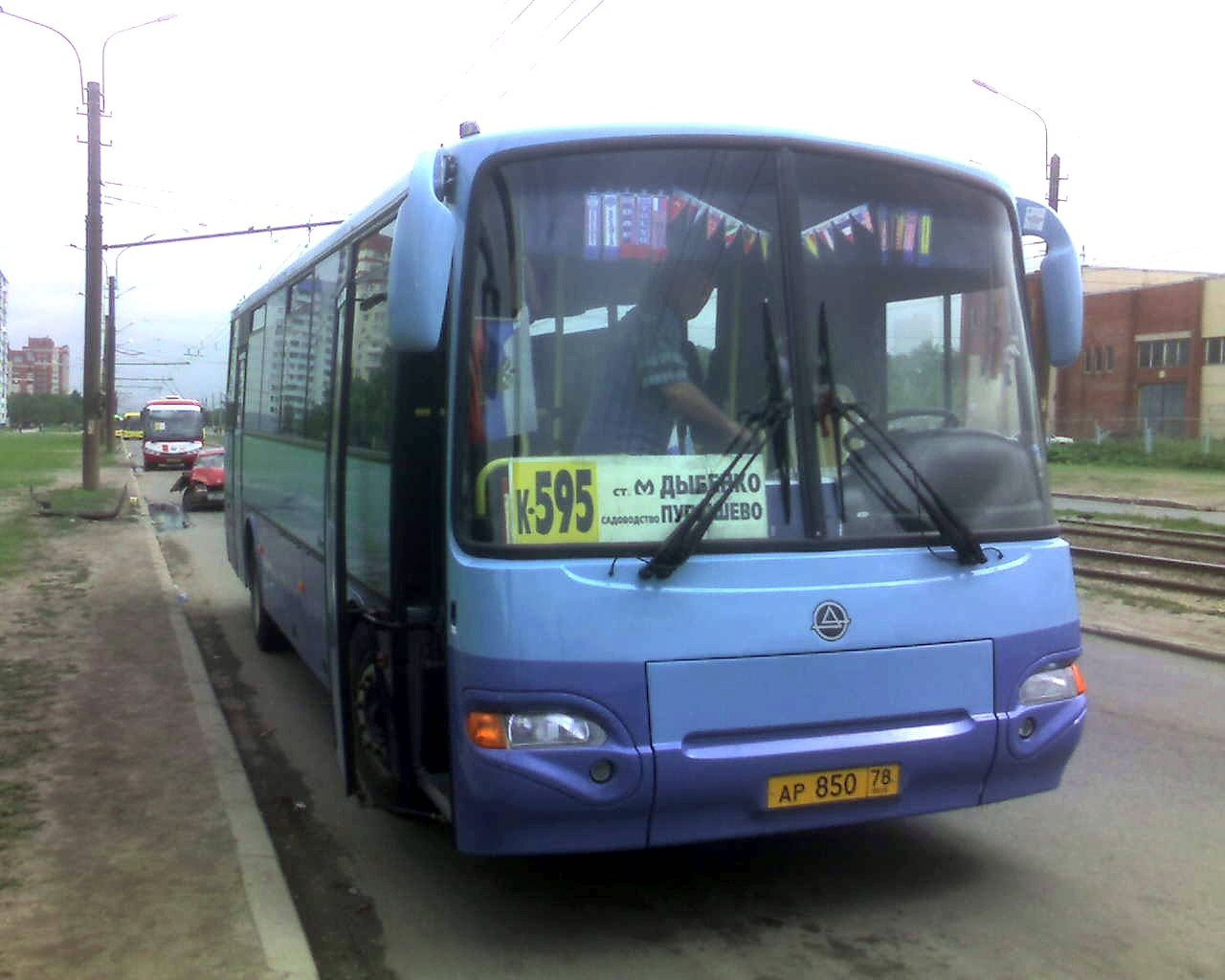
KAvZ-3976

KAvZ, Kurganskiy Avtobusny Zavod tillverkar bussar i Kurgan i Sibirien sedan 1950. En del av bussarna är baserade på lastbilar från GAZ.